# Josep Cabrinetty i Cladera
Josep Cabrinetty i Cladera (Palma, Mallorca, 1822 - Alpens, 9 de juliol, 1873) fou un militar de l'exèrcit espanyol que destacà especialment en els enfrontaments contra la facció carlina durant les guerres civils del segle xix.
Inicià la carrera militar abans de complir els catorze anys. Lluità en els darrers combats de la Primera Guerra Carlina, primer al País Basc i després a les preses d'Aliaga (Terol), de Morella i de Berga. Inicialment estigué a les ordres del general O’Donnell i més tard a les d'Espartero, assolint el grau de sotstinent. Quan Espartero s'exilià l'acompanyà, amb dos dels seus germans.
El 1847 retornà de l'exili i reingresà a l'exèrcit, amb el grau de tinent. El 1859, ja capità, participà en molts combats a la guerra d'Àfrica, entre ells la batalla de Castillejos.
A l'inici de la Tercera Guerra Carlina, el 1872, era tinent coronel, però aviat fou ascendit a brigadier, operant inicialment al Penedès, després a les comarques de Girona i finalment ocupà el càrrec de comandant general de la província de Lleida. El 1873 alliberà Puigcerdà del setge dels carlins. Perseguí de manera implacable el cap carlí Francesc Savalls i Massot. El cap carlí derrotà els republicans el 9 de juliol del 1873 a la batalla d'Alpens. Cabrinetty morí d'un tret al clatell quan entrava a cavall a la plaça del poble, cosa que portà a creure que potser havia estat assassinat pels seus propis homes.
La notícia de la derrota governamental a Alpens i de la mort del brigadier Cabrinetty donà lloc a manifestacions anticarlines i a favor de la República a Barcelona l'11 de juliol del 1873.

## Distincions
- Creus de San Hermenegildo i San Fernando.
- Fill il·lustre de Palma
- Carrers o places dedicats a Palma, Sa Pobla (d'on era sa mare), Puigcerdà, Lloret de Mar i a Lleida fins al 1938.
- Estàtua a Puigcerdà, destruïda el 1936 pels anarquistes, i reconstruïda el 2012[3]

## Cultura popular
"Sa mort d'En Cabrinetti
xiribiu, xiribiu, bum, bum..
mos n'hem de recordar. Ah, ja, ja..."
(Mallorca)
"Dia memorable nou de juliol,
que a en Cabrinetty se li ha post el sol."
(Catalunya)